# إم دي إن ايه (ألبوم)
إم دي إن ايه (بالإنجليزية: MDNA)‏ هو الألبوم الثاني عشر للمغنية الأمريكية مادونا و الذي تم إصداره في 23 مارس 2012، تحت كل من شركتي لايف نيشن و إنترسكوب ريكوردز. و قامت مادونا بالتعاون مع عدد من المنتجين في هذا الألبوم مثل آلي بيناسي، بيني بيناسي، ديموليشن كرو، فري سكول، مايكل مليح، انديغو، ويليام اوربيت، و مارتن سولفيغ.

## روابط خارجية
- إم دي إن ايه على موقع ميتاكريتيك (الإنجليزية)
- إم دي إن ايه على موقع الموسوعة البريطانية (الإنجليزية)
- إم دي إن ايه على موقع أول موفي (الإنجليزية)